# Foza
Foza é uma comuna italiana da região do Vêneto, província de Vicenza, com cerca de 731 habitantes. Estende-se por uma área de 35 km², tendo uma densidade populacional de 21 hab/km². Faz fronteira com Asiago, Enego, Gallio, Valstagna. Faz parte da União Montana das Sete Comunas.

## Demografia
| Variação demográfica do município entre 1861 e 2011                               |
|                                                                                   |
| Fonte: Istituto Nazionale di Statistica (ISTAT) - Elaboração gráfica da Wikipedia |